# Axel Thollander
Axel Ferdinand Thollander, född 22 augusti 1848 i Karlstad, död 4 januari 1909 i Stockholm, var en svensk jurist.
Thollander avlade studentexamen 1867 och examen till rättegångsverken 1871. Han blev vice häradshövding 1874, fiskal i Svea hovrätt 1883, assessor 1884 och ordinarie revisionssekreterare 1888. Thollander var riksdagens justitieombudsman 1892–1897 och  justitieråd från 1897.